# Беспорядки на юге Кыргызстана (2010)
Беспорядки на юге Кыргызстана в 2010 году — стихийные межэтнические столкновения между кыргызами и узбеками, вспыхнувшие 10—15 июня 2010 года в городе Ош.
Давние противоречия между узбеками и кыргызами обострились в результате образования политического вакуума, вызванного революционной ситуацией, при которой был свергнут президент Кыргызстана, Курманбек Бакиев. Социально-экономической причиной конфликта является аграрное перенаселение, так как в регионе уже давно достигнут минимальный предел площади плодородных земель на 1 человека, а дальнейшее экстенсивное увеличение урожайности невозможно, из-за нехватки водных ресурсов для орошения, истощения почвы. В результате, безработная киргизская и узбекская молодёжь, основная движущая сила конфликтов, выдавливается из сельской местности в города, где для них также нет работы. Все это приводит к очень низкому уровню жизни большинства населения юга Кыргызстана, что также подогревает социальное недовольство. Данный центрально-азиатский регион, согласно концепции Хантингтона, рассматривается как потенциальная «пороховая бочка» в «столкновении цивилизаций».

## Предыстория
В июне 1990 года Ош уже был ареной межэтнического насилия. Тогда примерно 4 тысячи инцидентов было расследовано, а зарегистрировано было 3215 преступлений. Возбуждено же было около 1,5 тысяч дел, но лишь 300 из них были направлены в суд, и около 300 лиц подверглись судебному разбирательству. В результате только 48 человек, 80 % из которых узбеки, были осуждены на длительные сроки заключения за убийства, попытки убийства и изнасилования, причём после обретения независимости Кыргызстана почти все были амнистированы. До погромов в городе был проведён молодёжный марш и кроме того в город был покрыт плакатами о межнациональном единстве со стороны кыргызов и властей. Но несмотря на это доверие узбеков не удалось достичь и узбеки воспринимали погромы как «продолжение реализации плана мэра «другими» способами».

## Ход событий
7 апреля 2010 года президент Курманбек Бакиев был свергнут после массовых демонстраций. Временное Правительство во главе с Розой Отунбаевой взяло власть.
13 мая сторонники Курманбека Бакиева по утверждению ряда источников захватили здания областной администрации в Оше, Джалал-Абаде и Баткене, назначили своих губернаторов и заявили о намерении свергнуть временное правительство, направили 25 тысяч человек на Бишкек. В организации сопротивления новой власти временное правительство обвинило Усена Сыдыкова и криминального авторитета Айбека Мирсидикого более известного, как Чёрный Айбек. 14 мая на юге Кыргызстана происходили серьёзные столкновения, особенно в Джалал-Абаде, где узбеки под руководством Кадыржана Батырова вернули здание администрации под контроль Временного правительства. Информационное агентство AKIpress привело данные Минздрава КР, по которым количество пострадавших от столкновений в Жалалабаде 13 мая составило 30 человек.
14 мая 2010 года сторонники Временного Правительства вновь взяли под свой контроль административное здание в Джалал-Абаде. Толпа киргизов и узбеков направилась в родное село Бакиева — Тейит. Дома, принадлежавшие Бакиевым, были сожжены, а также юрту и флаг Кыргызстана которые по мнению С.Н Абашина и И.Г Савина являлись символом Кыргызской культуры.
19 мая в Джалал-Абаде был проведён митинг против лидера узбекской диаспоры Кадыржана Батырова, участники которого потребовали привлечь Батырова к ответственности за разжигание межнациональной розни и сожгли кыргызско-узбекский университет, который был создан Кадыржаном Батыровым. Митингующие инкриминировали ему сожжение домов, принадлежащих семье Бакиевых, а также в применении оружия 14 мая. Бывший глава МЧС республики Камчибек Ташиев даже поставил ультиматум до 7 июня, после которого он пригрозил начать формировать народные дружины недоверия Временному правительству. Батыров по настоянию некоторых членов Временного Правительства (И. Исакова и Б. Алымбекова) и с целью дать время на усмирение митингующих, временно выехал за пределы Кыргызстана, а 7 июня был убит член ОПГ Чёрный Айбек.
10 июня 2010 года произошло столкновение близ казино, которое разожгло волнения в районе общежития, Филармонии и в других частях города. Власти были не в состоянии сдержать толпу. Слух об изнасиловании в общежитии с большой скоростью мобилизовал киргизов.
11 июня 2010 года Временное Правительство объявило чрезвычайное положение и ввело комендантский час. В ночь на 11 июня, по рассказам узбекских жителей Оша, толпы погромщиков из числа киргизской молодёжи, вооруженные палками, обрезками арматуры, холодным и огнестрельным оружием, при поддержке захваченного ими БТР, врывались в кварталы, населённые узбеками, поджигали дома, вместе с жителями, расстреливали людей на улицах.
12 июня 2010 года поджоги и мародёрство начались возле Фрунзенского рынка в центре Оша. Узбекские сельские жители в Наримане блокировали центральную дорогу, которая соединяет Ош как с аэропортом, так и с г. Бишкек.
13 июня 2010 года в Оше масштаб и интенсивность насилия снизились, узбеки организовали баррикаду на перекрестке Сампа. В Наримане узбеками были убиты начальник милиции Кара-Сууйского района и его водитель. Во второй половине дня Временное Правительство объявило чрезвычайное положение в Джалал-Абадской области и ввело комендантский час.
14 июня 2010 года ситуация в Оше стабилизировалась. В течение последующих дней имели место спорадические случаи насилия, включая мародёрство, сексуальное насилие и захват заложников. Столкновения продолжались в Джалал-Абаде в течение дня и мародёрство — ночью. Ситуация стабилизировалась рано утром следующего дня.

## Жертвы
В отчете Национальной комиссии по всестороннему изучению причин, последствий и выработке рекомендаций по трагическим событиям, произошедшим на юге республики в июне 2010 г. даны такие сведения: на 10 декабря 2010 года в Оше, Ошской и Джалал-Абадской областях обнаружено 426 трупов, из которых опознано 381. Телесные повреждения получили 1925 граждан (из них 925 с огнестрельными ранениями). Также согласно отчету погибли 10 работников МВД (ранены — 172, включая 2-х пенсионеров МВД), убит один офицер и ещё двое военнослужащих ранены. По неофициальным сведениям уже в первые дни беспорядков погибло около 800 человек. Вечером 14 июня независимые СМИ озвучили цифру более, чем 2000 погибших.

## Оружие и ущерб
Согласно отчету «Кылым шамы», всего в дни гражданских столкновений в Оше и Джалал-Абаде у военных и милиции было захвачено (или было выдано) 4 единицы боевой техники и 282 единицы огнестрельного оружия. Впоследствии 136 единиц были возвращены, а 146 — остались на руках у неизвестных.
Поджоги стали причиной масштабных разрушений зданий как в Ошской, так и в Джалал-Абадской областях. ЮНОСАТ подсчитало, что 2,843 здания были повреждены в городах Ош, Джалал-Абад и Базар-Курган. Из них 2,677 зданий были полностью разрушены и 166 — серьёзно повреждены. Ущерб был нанесен промышленным складам, государственным зданиям, милицейским участкам, медицинским и образовательным учреждениям, хотя и в меньшей степени, нежели частным жилищам.

## Перемещенные лица
Массовое внутреннее и внешнее перемещение населения во время и сразу после июньских событий создали серьёзный гуманитарный кризис. Власти Узбекистана заявили, что они приняли около 111,000 перемещенных лиц, большинством из которых были женщины и дети. Узбекистан открыл границу 11 июня.
УВКБ оценило, что 300,000 человек были внутренне перемещены во время событий. Большинство вернулись к середине июля. Срочная совместная оценка по убежищам, проведенная в июле, показывала, что половина пострадавших семей жили в палатках, установленных в это время рядом с поврежденными домами. На январь 2011 года УВКБ заявляло, что 169,500 человек остаются перемещенными. Впоследствии некоторая часть этнических узбеков, пользуясь статусом беженцев, эмигрировали, в том числе в страны Европы и США.

## Эвакуация иностранных граждан
В 2010 году чартерными рейсами китайских авиакомпаний из Кыргызстана в КНР были вывезены более 1 тысячи китайских граждан, при этом эвакуацию проводили киргизские военнослужащие.

## Расследование и обвинение
Официальная информация, предоставленная ИКК (Международной независимой исследовательской комиссией Кыргызстана), указывает, что на декабрь 2010 года было возбуждено 5162 уголовных дел в связи с июньскими событиями. На декабрь 2010 года задержано 306 лиц, из них 271 взяты под стражу. Большинство взятых под стражу до суда — узбеки (230 обвиняемых); среди киргизов таких — 39 человек, среди лиц иной национальности — 2. 74 % убитых — узбеки. ИКК также указывает, что насилие в отношении узбекских махаллей осуществлялось планомерно и при попустительстве или соучастии кыргызских органов правопорядка и армии.

## Позиция России
11 июня президент России Дмитрий Медведев, выступая перед журналистами на встрече глав государств ШОС в Ташкенте, сказал, что критерием для задействования сил ОДКБ является нарушением одним государством границ другого государства, которое входит в эту организацию. В связи с беспорядками в Кыргызстане он сказал: «Пока об этом речь не идёт, потому что все проблемы Киргизии коренятся внутри. Коренятся в слабости прежней власти, в их нежелании заниматься нуждами народа. Я рассчитываю на то, что все проблемы, которые сегодня существуют, будут разрешены властями Киргизии. Российская Федерация поможет».
13 июня на 999-ю российскую авиабазу (Кант) в Кыргызстане был доставлен усиленный батальон 31-й десантно-штурмовой бригады ВДВ для обеспечения безопасности российских военнослужащих и членов их семей.
14 июня в Москве по поручению российского президента Дмитрия Медведева проходили экстренные консультации секретарей Совета коллективной безопасности ОДКБ, посвящённые ситуации в Кыргызстане, на которых обсуждалась возможность ввода миротворческих сил в Кыргызстан. Секретарь Совбеза РФ, председатель Комитета секретарей Советов безопасности стран ОДКБ Николай Патрушев сообщил, что участники «не исключили использования никаких средств, которые есть в потенциале ОДКБ и применение которых возможно в зависимости от развития ситуации в Киргизии». В Ош были направлены российские самолёты с гуманитарной помощью.

### Книги
- Колл авторов. Этничность и религия в современных конфликтах / В.А. Тишков, В.А. Шнирельман. — Наука (издательство), 2012. — ISBN 978-5-02-038025-7.